# П'єтраруббія
П'єтраруббія (італ. Pietrarubbia) — муніципалітет в Італії, у регіоні Марке,  провінція Пезаро і Урбіно.

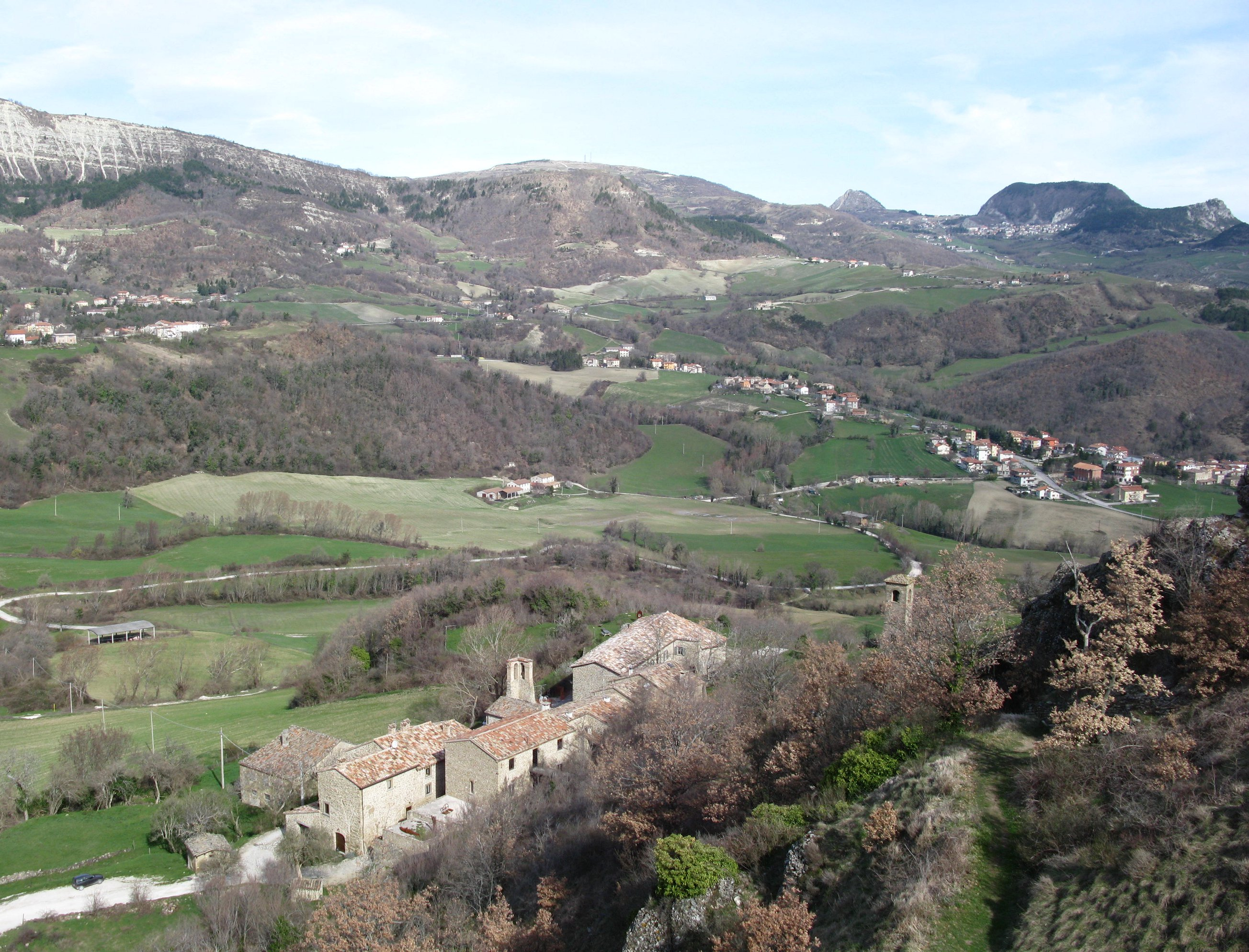
Pietrarubbia

П'єтраруббія розташовані на відстані близько 220 км на північ від Рима, 95 км на захід від Анкони, 45 км на захід від Пезаро, 23 км на північний захід від Урбіно.
Населення — 673 особи (2014).
Щорічний фестиваль відбувається 13 червня. Покровитель — Sant'Antonio di Padova.

## Демографія
Населення за роками:

Станом на 1 січня 2023 року в муніципалітеті офіційно проживало 68 іноземців з 15 країн, серед них 26 громадян країн Євросоюзу та 2 громадяни України.

## Сусідні муніципалітети
- Карпенья
- Фронтіно
- Мачерата-Фельтрія
- Монтекопіоло
- П'яндімелето